# Bătălia din Strâmtoarea Otranto (1917)
Bătălia din Strâmtoarea Otranto din 1917 a fost rezultatul unui raid austro-ungar asupra barajului Otranto⁠(d), o blocadă navală a Strâmtorii Otranto susținută de către Antanta. Bătălia a avut loc pe 14-15 mai 1917, și a fost cea mai mare acțiune de suprafață din Marea Adriatică în timpul Primului Război Mondial. Barajul Otranto era o barieră fixă, compusă din driftere⁠(d) cu plase anti-submarin și câmpuri de mine, și susținută de patrule navale aliate.
Marina austro-ungară a pus la cale un raid al barajului Otranto cu o forță de trei crucișătoare ușoare și două distrugătoare sub comanda comandorului (ulterior amiral), Miklós Horthy, într-o încercare de a sparge bariera și a permite submarinelor acces liber în Marea Mediterană, și la navele de transport ale Antantei. O forță a Antantei compusă din nave a trei țări a răspuns la raid și în lupta care a urmat, a deteriorat puternic crucișătorul austro-ungar SMS Novara⁠(en)[traduceți]. Cu toate acestea, intrarea rapidă în luptă a forței austro-ungare de rezervă l-a convins pe contraamiralul Acton, comandantul Antantei, să se retragă.

## Dispunerea de forțe
Sub comanda lui Horthy, trei crucișătoare austro-ungare: Novara, Saida, și Helgoland, modificate pentru a semăna cu distrugătoarele mari englezești, urmau să atace drifterele în noaptea de 14 mai și să încerce să distrugă cât mai multe posibil, înainte de revărsatul zorilor. Distrugătoarele Csepel și Balaton urmau să pună la cale un raid diversionist pe coasta albaneză, pentru a deruta un eventual contraatac al Antantei. Două submarine austro-ungare—U-4⁠(d) și U-27⁠(d), împreună cu submarinul german UC-25⁠(d)—urmau să participe la operațiune. O forță de sprijin formată din crucișătorul blindat Sankt Georg⁠(en)[traduceți], două distrugătoare, și patru torpiloare de clasa 250t⁠(d) erau în așteptare, în cazul în care vasele angajate în raid ar fi avut probleme. Mai erau disponibile, la nevoie, și vechea navă de luptă pre-dreadnought⁠(d) Budapesta și trei alte torpiloare clasa 250t.
O patrulă de distrugătoare a Antantei era în zonă în noaptea de 14 mai, la nord de baraj. Conducătorul italian de flotilă Mirabello era însoțit de distrugătoarele franceze Commandant Rivière, Bisson, și Cimeterre. Distrugătorul italian Borea era și el prin zonă, escortând un mic convoi către Valona. O forță de sprijin cu baza în portul Brindisi⁠(d) era formată din crucișătoarele britanice Dartmouth și Bristol și din mai multe distrugătoare franceze și italiene.

## Atacarea drifterelor

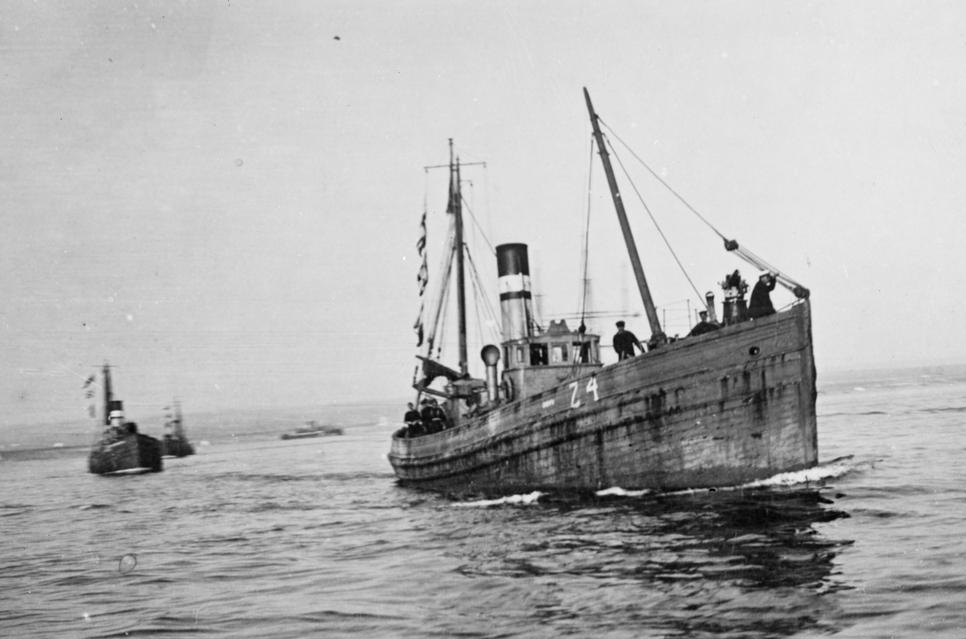
Drifterele britanice care navigau de la baza lor din Marea Adriatică spre baraj

Convoiul italian escortat de Borea a fost atacat de distrugătoarele austro-ungare Csepel și Balaton la aproximativ 03:24. Austro-ungarii au scufundat Borea și un vas cu muniții, și un al doilea vas a fost incendiat și abandonat.
Cele trei crucișătoare au reușit să treacă prin linia de driftere, iar la 03:30 au început să atace navele mici care susțineau barajul. Austro-ungarii avertizau frecvent echipajele drifterelor să-și abandoneze nava înainte de a deschide focul. În unele cazuri, echipajele drifterelor alegeau să lupte: Gowan Lee a deschis focul asupra navelor austo-ungare. Nava a fost grav avariată, dar a rămas pe linia de plutire; căpitanul ei—Joseph Watt⁠(d)—a fost ulterior decorat cu Crucea Victoria pentru acțiunile sale în timpul luptei.
În baraj erau 47 de driftere în noaptea de 14 mai; austro-ungarii au reușit să scufunde 14 driftere și să avarieze alte patru. Lipsa de suficiente nave de escortă ale Antantei a forțat retragerea restului navelor din blocadă, deși doar pentru o perioadă scurtă de timp.

## Lupta
În acest moment, forțele navale ale Antantei aflate zonă erau conștiente de raid, și se aflau în poziția de a bloca retragerea austro-ungară. Contraamiralul Alfredo Acton—comandantul Diviziei de Recunoaștere Italiene—a ordonat grupului lui Mirabello să se deplaseze spre sud la 04:35, în timp ce el a pornit pe crucișătorul ușor britanic HMS Dartmouth⁠(en)[traduceți]. La 06:45, crucișătoarele Dartmouth și Bristol⁠(en)[traduceți]—împreună cu distrugătoarele italiene Mosto, Pilo, Schiaffino, Acerbi, și Aquila—navigau spre nord, într-o încercare de a tăia retragerea crucișătoarelor austro-ungare. Crucișătorul ușor italian Marsala⁠(en)[traduceți], conducătorul de flotilă Racchia, și distrugătoarele Insidioso, Indomito, și Impavido se pregăteau să vină și ele în ajutor.
Grupul Mirabello a intrat în luptă cu crucișătoarele austro-ungare la orele 07:00, dar era depășit, și a încercat în schimb să urmărească pe crucișătoarele care fugeau. La 07:45, navele contraamiralului Acton s-au întâlnit cu distrugătoarele Csepel și Balaton. După 20 de minute, distrugătoarele italiene au reușit să reducă distanța față de navele austro-ungare; cele două grupuri s-au implicat într-un scurt duel de artilerie înainte ca o salvă trasă de Csepel să lovească Aquila și să avarieze cazanele acesteia. De această dată, distrugătoarele austro-ungare beneficiau de acoperirea bateriilor de coastă de la Durazzo, și au reușit să scape.
La ora 09:00, iscoadele de pe Bristol au observat fumul crucișătoarelor austro-ungare la sud de poziția lor. Navele Antantei s-au întors să atace navele austro-ungare, cele britanice aveau superioritate atât numerică, cât și ca putere de foc; Dartmouth era înarmat cu opt arme de 6 in (150 mm) și Bristol avea două de 6 țoli și zece de 4 in (100 mm), comparativ cu cele nouă tunuri de 3,9 in (99 mm) de pe fiecare dintre navele austro-ungare. Din păcate pentru Antanta, superioritatea numerică a fost rapid pierdută, distrugătoarele lor fiind fie ocupate cu probleme mecanice, fie protejând distrugătoarele avariate. Forțele de suport din ambele părți— grupul Sankt Georg al austro-ungarilor, și grupul Marsala al Antantei—au fost trimise rapid în luptă.

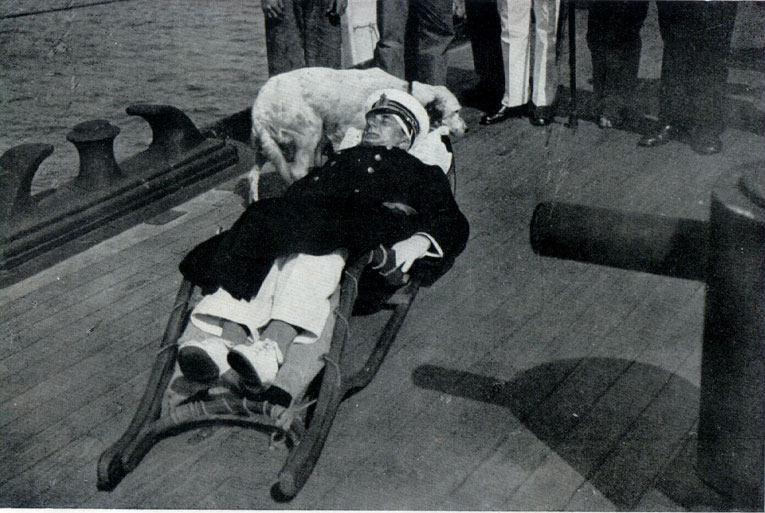
Horthy, grav rănit, a dat ordine flotei austro-ungare până și-a pierdut cunoștința.

Dartmouth—mai rapidă decât Bristol—s-a apropiat până la o distanță de atac efectiv de navele austro-ungare, și a deschis focul. Un proiectil al lui Dartmouth a lovit Novara, moment în care navele austro-ungare au ridicat o perdea de fum, pentru a strânge distanța. Dartmouth a fost lovit de mai multe ori, și până la 11:00, Acton a ordonat navei să reducă viteza pentru a-i permite lui Bristol să o ajungă. Novara a fost lovită de mai multe ori, și pompele sale principale de alimentare și conducta auxiliară de aburi de la tribord au fost deteriorate, ceea ce a provocat o pierdere de viteză a navei. La 11:05, Acton s-a întors într-o încercare de a separa Saida de Novara și Helgoland. În acest moment, Sankt Georg era apropie de locul luptei, ceea ce l-a determinat Acton să se retragă temporar să-și consolideze forțele. Această pauză în acțiune a fost suficientă pentru ca austro-ungarii să salveze nava avariată Novara; Saida a remorcat-o în timp ce Helgoland le acoperea.
Neștiind că Novara este avariată, și temându-se că navele sale ar fi atrase prea aproape de baza navală austriacă de la Cattaro, Acton a oprit urmărirea. Distrugătorul Acerbi a interpretat greșit semnalele, și a încercat să lanseze un atac cu torpile, dar a fost respins de tirul combinat al navelor Novara, Saida, și Helgoland. La 12:05, Acton și-a dat seama de situația extrem de gravă în care se afla Novara, dar de această dată, grupul Sankt Georg era prea aproape. Grupul Sankt Georg s-a întâlnit cu Novara, Saida, și Helgoland, iar Csepel și Balaton au ajuns și ele acolo. Întregul grup s-a întors la Cattaro împreună.
La 13:30, submarinul UC-25 a torpilat pe Dartmouth, provocând daune grave. Distrugătoarele de escortă au forțat UC-25 să părăsească zona, dar Dartmouth a trebuit să fie abandonată pentru o perioadă de timp, înainte de a putea fi remorcată înapoi în port. Distrugătorul francez Boutefeu⁠(en)[traduceți] a încercat să urmeze submarinul german, dar a lovit o mină pusă de către UC-25 în acea dimineață și s-a scufundat rapid.

## Urmări

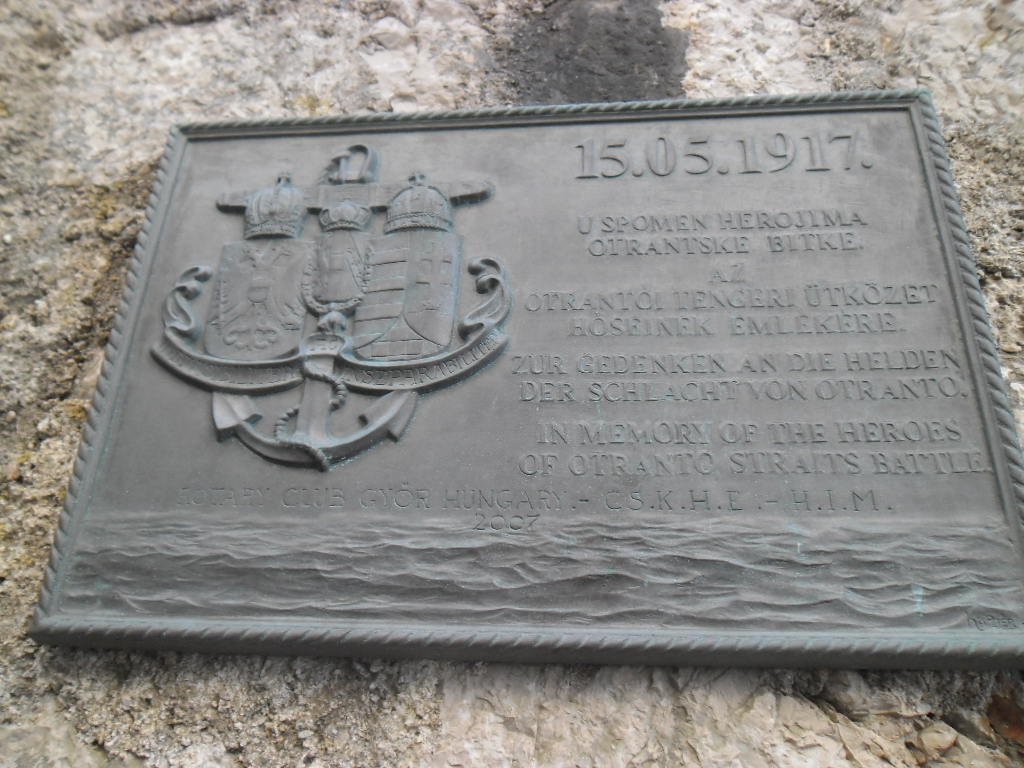
Monumentul „eroilor luptei de la Otranto” pe Prevlaka, astăzi în Croația

Ca urmare a raidului, comandamentul naval britanic a hotărât că, în cazul în care nu sunt disponibile suficiente distrugătoare pentru a proteja barajul, drifterele să fie retrase pe timp de noapte. Drifterele urmau să opereze doar mai puțin de douăsprezece ore pe zi, și să-și părăsească pozițiile la orele 15:00 în fiecare zi. În ciuda avariilor suferite de crucișătoarele austro-ungare în timpul urmăririi lor de către Dartmouth și Bristol, forțele austro-ungar au provocat mai multe pierderi grave blocadei Antantei. În plus față de drifterele scufundate și avariate, crucișătorul Dartmouth a fost aproape scufundat de submarinul german UC-25, distrugătorul francez Boutefeu a fost minat și s-a scufundat, și un convoi cu muniție către Valona a fost oprit.
Cu toate acestea, într-un sens strategic, bătălia a avut un impact redus asupra războiului. Barajul nu era, oricum, niciodată deosebit de eficient în a preveni operațiunile submarine ale Germaniei și Austro-Ungariei. Drifterele puteau acoperi aproximativ 800 m fiecare; din cei 64 km ai lățimii strâmtorii, ele acopereau doar puțin mai mult de jumătate. Raidul a riscat unele dintre cele mai avansate unități ale flotei austro-ungare într-o operațiune care oferea beneficii strategice minime.